# Peter Nielsen (1968)
Peter Nielsen (Kopenhagen, 3 juni 1968) is een Deens voormalig voetballer die speelde als middenvelder.

## Carrière
Nielsen maakte zijn debuut in 1987 bij Fremad Amager en speelde er tot in 1989, toen ging hij spelen voor Lyngby BK van 1990 tot 1992. Van 1992 tot 1997 speelde hij voor Borussia Mönchengladbach nadien keerde hij terug naar Denemarken en speelde voor FC Kopenhagen. Hij begon in 1999 aan een tweede periode bij het Duitse Borussia Mönchengladbach en keerde in 2002 voor een tweede keer terug naar FC Kopenhagen.
Hij speelde tien interlands voor Denemarken waarin hij een keer kon scoren. Hij nam deel aan het EK voetbal 1992, dat ze wonnen met de ploeg.
Na zijn spelerscarrière werd hij assistent-coach bij FC Kopenhagen van 2006 tot 2008. Nadien was hij nog van 2016 tot 2019 assistent bij Fremad Amager.

## Erelijst
- Lyngby BK
  - Landskampioen: 1992
- FC Kopenhagen
  - Landskampioen: 2003
- Borussia Mönchengladbach
  - DFB-Pokal: 1995
- Denemarken
  - EK voetbal: 1992
- Individueel
  - Denemarken: Speler van het Jaar: 1991
  - FC Kopenhagen: Speler van het Jaar: 2002

1 Schmeichel ·
2 Sivebæk ·
3 K. Nielsen ·
4 Olsen  ·
5 Andersen ·
6 Christofte ·
7 Jensen ·
8 Mølby ·
9 Povlsen ·
10 Elstrup ·
11 Laudrup ·
12 Piechnik ·
13 Larsen ·
14 Frank ·
15 Christensen ·
16 Krogh ·
17 Christiansen ·
18 Vilfort ·
19 P. Nielsen ·
20 Bruun ·
Coach: Møller Nielsen